# Sejm zwyczajny pacyfikacyjny 1699
Sejm zwyczajny pacyfikacyjny 1699 – I Rzeczypospolitej, został zwołany 18 i 24 marca 1699 roku do Warszawy, by zakończyć konflikt wewnętrzny wywołany podwójną elekcją (elektora saskiego Augusta Wettyna oraz księcia Contiego) w roku 1697. 
W toku obrad pojawiło się zagadnienie związane z porządkiem alternaty laski marszałkowskiej w Izbie Poselskiej, które zwieńczone zostało odpowiednią konstytucją sejmową, która definitywnie utrwaliła w prawie pisanym zasady precedencji laski marszałkowskiej między Wielkopolską, Małopolską i Litwą. 
Owocem obrad sejmowych były również konstytucje „Przedrukowanie pactorum conventorum” oraz „Ubezpieczenie dostojeństwa”. Pierwszy z tych aktów porządkował zaprzysiężone przez króla obietnice oraz kończył ostatecznie konflikt na tle rozdwojonej elekcji sprzed dwóch lat. Drugi akt  ma cechy swoistej umowy społecznej między władcą a jego poddanymi. Poddani uznawali Augusta II za swego władcę, uznawali legalność jego wyboru oraz zaprzysięgali bronić go przed wrogami. Król za to uznawał zawarte w konstytucjach prawo poddanych do wystąpienia przeciw niemu na wypadek łamania prawa,  a oprócz tego zachowanie wiary katolickiej, wolnej elekcji, przestrzegania praw oraz wycofania z kraju wojsk saskich.
Sejmiki przedsejmowe w województwach odbyły się w maju 1699 roku. 
Marszałkiem sejmu obrano Stanisława Szczukę referendarza koronnego. Obrady sejmu trwały od 16 czerwca do 30 lipca 1699 roku.